# Versuch über die wahre Art das Clavier zu spielen
Der Versuch über die wahre Art das Clavier zu spielen ist ein musikpädagogisches Lehrwerk von Carl Philipp Emanuel Bach. Der erste, in sich selbständige Teil erschien 1753 in Berlin, der zweite Teil folgte 1762. Zusammen mit Quantz’ Versuch einer Anweisung die Flöte traversiere zu spielen und Leopold Mozarts Versuch einer gründlichen Violinschule ist Bachs Lehrbuch die wichtigste Informationsquelle für die historische Aufführungspraxis und für Geschmacksfragen in der Mitte des 18. Jahrhunderts. Mit Clavier ist nicht das heutige Klavier gemeint, sondern, wie Bach in der Einleitung zum zweiten Teil ausführt, sämtliche damaligen Tasteninstrumente wie die Orgel, der Flügel, das Fortepiano und das Clavichord. Im damaligen Sprachgebrauch wurden Cembali als „Flügel“ bezeichnet, während Bach mit „Clavier“ meist das Clavichord meint. Das Hammerklavier lernte Bach erst in den 1780er Jahren kennen, wobei sich die gerade erst entwickelnden Instrumente nur schlecht spielen ließen und sehr teuer waren – er selbst hat nie eines besessen.

## Historischer Hintergrund
Bachs Claviermusik lässt sich nicht von seiner didaktischen Verfassertätigkeit trennen. Um die Mitte des 18. Jahrhunderts gab es immer mehr Amateure, die musizierten, in einem Ausmaß, das zuvor kaum vorstellbar gewesen wäre. So steigerte sich auch die Nachfrage nach Lehrbüchern, insbesondere in Berlin, wo König Friedrich der Große als Flötenspieler ein tonangebendes Beispiel gab. Im Jahre 1750 hatte Friedrich Wilhelm Marpurg ein kleines Handbuch unter dem Titel Die Kunst das Clavier zu spielen veröffentlicht, das sich als so erfolgreich erwies, dass es im folgenden Jahr nachgedruckt wurde. Bachs Lehrwerk gehört zu den bedeutendsten musikalischen Lehrbüchern des 18. Jahrhunderts, ist jedoch darüber hinaus die erste umfassende Klavierschule in deutscher Sprache, weit ausführlicher und auf Einzelheiten eingehend als François Couperins berühmte „L’art de toucher le clavecin“ (Die Kunst des Cembalospiels) von 1716. Die Cembalistin Christine Schornsheim sieht in dem Buch „eine der wichtigsten Quellen, die Tastenspieler haben“. Insbesondere das Kapitel „Vom Vortrage“ sei ihr wichtig und die Beantwortung der Fragen, was Musik eigentlich sei und was man damit ausdrücken wolle.

## Einteilung

### Erster Teil
Der erste, in sich selbständige Teil, erschienen 1753 in Berlin in Verlegung des Auctoris, beginnt mit einer Vorrede und einer Einleitung aus 25 Paragraphen, worauf die drei eigentlichen Hauptstücke folgen.
Das erste Hauptstück besteht aus 99 Paragraphen und trägt den Titel Von der Finger-Setzung. Der richtige Fingersatz ist für Bach von größter Bedeutung, da, wie er in § 4 sagt, ... der rechte Gebrauch der Finger einen unzertrennlichen Zusammenhang mit der ganzen Spielart hat, so verlieret man bey einer unrichtigen Finger-Setzung mehr als man durch alle mögliche Kunst und guten Geschmack ersetzen kann.
Das zweite Hauptstück trägt den Titel Von den Manieren, womit Verzierungen gemeint sind. Es ist seinerseits in neun Abteilungen unterteilt:
1. Von den Manieren überhaupt (29 Paragraphen)
2. Von den Vorschlägen (26 Paragraphen)
3. Von den Trillern (36 Paragraphen)
4. Von dem Doppelschlage (37 Paragraphen)
5. Von den Mordenten (15 Paragraphen)
6. Von dem Anschlage (11 Paragraphen)
7. Von den Schleiffern (13 Paragraphen)
8. Von dem Schneller (4 Paragraphen)
9. Von den Verzierungen der Fermaten (6 Paragraphen)

Das dritte Hauptstück besteht aus 31 Paragraphen und trägt den Titel Vom Vortrage, womit die musikalische Interpretation gemeint ist. Der gute Vortrag besteht nach dem Autor (in § 2) in nichts anderem als der Fertigkeit, musikalische Gedancken nach ihrem wahren Inhalte und Affekt singend oder spielend dem Gehöre empfindlich zu machen.
Als Anhang folgen 26 (bzw. 31) Kupfertafeln
- Exempel auf sechs Tabellen mit 97 Figuren (mit bis zu 14 Unterfiguren), Beispielen zu Verzierungen etc., teils mit Fingersätzen oder Bezifferung versehen.
- Probe-Stücke: Sechs Sonaten (1753) mit der Tempofolge schnell-langsam-schnell. Die dritte Auflage enthält weitere sechs neue Clavier-Stücke (1787) in zwei Sonaten.

### Zweiter Teil
Der zweite Teil, 1762 ebenfalls in Berlin im Selbstverlag erschienen, ist fast doppelt so lang wie der erste. Er befasst sich hauptsächlich mit der Continuo-Begleitung (Generalbass-Lehre) an Tasteninstrumenten. Nach einer Vorrede, einem Inhaltsverzeichnis und einer Einleitung mit 44 Paragraphen folgen 41 Kapitel:
1. Von den Intervallen und den Signaturen (80 Paragraphen)
2. Vom harmonischen Dreyklange (zwei Abschnitte, 37 und 13 Paragraphen)
3. Vom Sextenaccord (zwei Abschnitte, 22 und 14 Paragraphen)
4. Von dem uneigentlichen verminderten Dreyklange (7 Paragraphen)
5. Von dem uneigentlichen vergrösserten Dreyklange (6 Paragraphen)
6. Vom Sextquartenaccord (zwei Abschnitte, 15 und 6 Paragraphen)
7. Vom Terzquartenaccord (zwei Abschnitte, 9 und 12 Paragraphen)
8. Vom Sextquintenaccord (zwei Abschnitte, 10 und 6 Paragraphen)
9. Vom Secundenaccord (zwei Abschnitte, 15 und 4 Paragraphen)
10. Vom Secundquintenaccord (7 Paragraphen)
11. Vom Secundquintquartenaccord (5 Paragraphen)
12. Vom Secundterzaccord (5 Paragraphen)
13. Vom Septimenaccord (zwei Abschnitte, 20 und 6 Paragraphen)
14. Vom Sextseptimenaccord (8 Paragraphen)
15. Vom Quartseptimenaccord (15 Paragraphen)
16. Vom Accord der grossen Septime (zwei Abschnitte, 10 und 5 Paragraphen)
17. Vom Nonenaccord (zwei Abschnitte, 9 und 2 Paragraphen)
18. Vom Sextnonenaccord (3 Paragraphen)
19. Vom Quartnonenaccord (7 Paragraphen)
20. Vom Septimennonenaccord (7 Paragraphen)
21. Vom Quintquartenaccord (8 Paragraphen)
22. Vom Einklange (10 Paragraphen)
23. Von der einstimmigen Begleitung mit der linken Hand allein (9 Paragraphen)
24. Vom Orgelpunkt (6 Paragraphen)
25. Von den Vorschlägen (19 Paragraphen)
26. Von rückenden Noten (4 Paragraphen)
27. Vom punctirten Anschlage (10 Paragraphen)
28. Vom punctirten Schleifer (4 Paragraphen)
29. Vom Vortrage (26 Paragraphen)
30. Von den Schlußcadenzen (12 Paragraphen)
31. Von den Fermaten (6 Paragraphen)
32. Von gewissen Zierlichkeiten des Accompagnements (12 Paragraphen)
33. Von der Nachahmung (7 Paragraphen)
34. Von einigen Vorsichten bey der Begleitung (4 Paragraphen)
35. Von der Nothwendigkeit der Bezifferung (4 Paragraphen)
36. Von durchgehenden Noten (14 Paragraphen)
37. Von dem Vorschlagen mit der rechten Hand (4 Paragraphen)
38. Vom Recitativ (9 Paragraphen)
39. Von den Wechselnoten (4 Paragraphen)
40. Vom Baßthema (5 Paragraphen)
41. Von der freyen Fantasie (13 Paragraphen)

Nach einer Liste von Druckfehlern folgt eine Kupfertafel mit einem Allegro (Fantasie) in D-Dur.

## Ausgaben
- Erster Teil, Wq.254, H.868
  - 1. Auflage 1753, 8+135 S., 6 Tafeln „Exempel“, 20 Tafeln „Probe-Stücke“, Berlin: Im Selbstverlag, gedruckt bei Christian Friedrich Henning.[9]
  - 2. Auflage 1759, 8+118 S., 26 Tafeln, Berlin: Im Selbstverlag, gedruckt bei George Ludewig Winter.[10]
  - Ausgabe 1780, Leipzig: im Schwickertschen Verlage. Restexemplare der Auflage von 1759 mit neuem Titelblatt.
  - 3. Auflage 1787, 8+103 S., 6 Tafeln „Exempel“, 25 Tafeln „Probe-Stücke“, Leipzig: im Schwickertschen Verlage; bezeichnet als „Dritte mit Zusätzen und sechs neuen Clavier-Stücken vermehrte Auflage“.[11]
- Zweiter Teil, Wq.255, H.870
  - 1. Auflage 1762, 10+342 S., 1 Tafel, Berlin: Im Selbstverlag, gedruckt bei George Ludewig Winter.[12]
  - Ausgabe 1780, Leipzig: im Schwickertschen Verlage. Restexemplare der Auflage von 1762 mit neuem Titelblatt.
  - 2. Auflage 1797, 8+280 S., 1 Tafel, Leipzig: im Schwickertschen Verlage; bezeichnet als „Zweite vom Verfasser verbesserte, und mit Zusätzen vermehrte Auflage“.[13]

### Exempel und Probe-Stücke
- Die Exempel bestehen aus 6 Tafeln mit 97 Figuren[14]
- Die achtzehn Probe-Stücke in Sechs Sonaten (1753 in Berlin geschrieben), Wq.63/1-6, H.70-75, zur Ausgabe 1753:
  - 1. C-Dur. Allegretto tranquillamente. Andante ma innocentemente. Tempo di minuetto con tenerezza.
  - 2. d-moll. Allegro con spirito. Adagio sostenuto. Presto.
  - 3. A-Dur. Poco allegro ma cantabile. Andante lusingando. Allegro.
  - 4. h-moll. Allegretto grazioso. Largo maestoso. Allegro siciliano e scherzando.
  - 5. Es-Dur. Allegro di molto. Adagio assai mesto e sostenuto. Allegretto arioso ed amoroso.
  - 6. f-moll. Allegro di molto. Adagio affettuoso e sostenuto. Fantasia: Allegro moderato.
- Die sechs neue Clavier-Stücke [in zwei Sonaten] (1786 in Hamburg geschrieben), „Sonatine Nuove“, Wq.63/7-12, H.292-297, zur 3. Auflage 1787 hinzugekommen:
  - 7. Allegro G-Dur.
  - 8. Largo E-Dur.
  - 9. Allegretto D-Dur.
  - 10. Allegretto B-Dur.
  - 11. Andante F-Dur.
  - 12. Prestissimo d-moll.
- Teil zwei enthält als Anhang: Fantasia, Allegro D-Dur (1763), Wq.117/14, H.160

### Neuere Ausgaben
- Carl Philipp Emanuel Bach: Versuch über die wahre Art das Klavier zu spielen. Neudruck, hg. von Walter Niemann (Hrsg.). Kahnt, Leipzig 1906. Niemann gab einen kritisch revidierten Neudruck nach der unveränderten, jedoch verbesserten zweiten Auflage des Originals Berlin 1759 und 1762 heraus. Bis 1925 erschienen fünf Auflagen. Er ließ die gesamte Generalbasslehre Bachs (2. Teil, Kapitel 2–21) und die teilweise wesentlichen Ergänzungen des Autors in den späteren Auflagen weg.
- Essay on the true art of playing keyboard instruments, übertragen von William J. Mitchell. Norton, New York 1949. Erste englischsprachige Ausgabe
- Carl Philipp Emanuel Bach: Versuch über die wahre Art, das Clavier zu spielen. Erster und zweiter Teil. Faksimile-Nachdruck der 1. Auflage, Berlin 1753 und 1762, mit den Zusätzen späterer Ausgaben, herausgegeben von Lothar Hoffmann-Erbrecht (als „4. Auflage“ bezeichnet). Breitkopf & Härtel, Leipzig 1958 u.ö. (1992: „7., verbesserte Auflage“)
- Versuch über die wahre Art das Clavier zu spielen, mit modern geschlüsselten Notenbeispielen und ausführlichem Register, Faksimile-Reprint der Ausgaben von Teil I, Berlin 1753 (mit den Ergänzungen der Auflage Leipzig 1787) und Teil II, Berlin 1762 (mit den Ergänzungen der Auflage Leipzig 1797), herausgegeben und mit einem ausführlichen Register versehen von Wolfgang Horn. – Bärenreiter, Kassel 1994 (3. Auflage 2008). – Ohne die Probe-Sonaten.
- “Probestücke,” “Leichte” and “Damen” Sonatas, hg. von David Schulenberg. 2005. ISBN 978-1-933280-01-1 https://cpebach.org/

### Digitalisate
- Versuch über die wahre Art das Clavier zu spielen: Noten und Audiodateien im International Music Score Library Project. Momentan (2014.10) vorhandene Ausgaben:
  - 1753/1762
  - Exempel nebst achtzehn Probe-Stücken 1753
  - 1759/1762
  - 1787/1797
  - 1925
- In der Bibliothek der Harvard University:
  - Exempel nebst achtzehn Probe-Stücken in Sonaten... zu Teil I (1753).
  - Versuch über die wahre Art das Clavier zu spielen, Zweyter Theil (1762).
  - Versuch über die wahre Art das Clavier zu spielen Teil I (Edition von 1787) und Teil II (Edition von 1797)
- Auszüge in moderner Abschrift bei koelnklavier.de.
- Texttranskription Teil 1, 1759 Digitalisat und Volltext im Deutschen Textarchiv und Teil 2, 1762 Digitalisat und Volltext im Deutschen Textarchiv
- Probe-Stücke: 6 Sonaten und 6 neue Clavier-Stücke archive.org